# Richard Finke
Richard Finke (* 27. August 1908 in Schlichtingsheim bei Glogau; † 28. April 2007 in Oberviechtach) war ein deutscher Maler, Jäger und Verhaltensforscher.
Finke studierte in Berlin und arbeitete anschließend als Gymnasiallehrer, zunächst in Bad Karlshafen. Seine Zeichnungen und Ölgemälde erschienen in Publikationen wie den Ostdeutschen Monatsheften, dem Schlesier, dem Türmer.
Nach eigenem Bekunden war Finke 54 Jahre lang selbst Jäger. Es gelang ihm, das Vertrauen einer Wildschweinrotte zu gewinnen, die er von 1959 bis 1966 begleitete; Heinz Sielmann bezeichnete dies als „Sensation“. Finke wurde danach ein Jagdgegner. Er publizierte seine Forschungsergebnisse in Fachmagazinen und beschrieb seine Erfahrungen später in einem autobiografischen Text. Finkes Bilder von Jagdmotiven wurden unter anderem von der Deutschen Jägerzeitung, Wild und Hund und Pirsch abgedruckt. Wegen seiner Forschungen zu Wildschweinen gab ihm Konrad Lorenz den Spitznamen Keiler h.c.
Ähnlich gelang es Heinz Meynhardt in den 1970er Jahren eine Rotte über mehrere Jahre hinweg zu begleiten und ihre Verhaltensweisen zu erforschen. Schon 1967 legte Heinz Gundlach in Göttingen seine Dissertation über das Verhalten von Wildschweinen vor, die ebenfalls auf Freilandbeobachtungen beruhte. Er vermied es als Verhaltensforscher aber im Gegensatz zu Finke die Tiere anzufüttern und in zu engen Kontakt zu geraten, auch wenn seine Beobachtungen in Wildgehegen eine Gewöhnung an den Menschen ausnutzten.
Finke lebte von 1974 bis zu seinem Tod in Oberviechtach.

## Auszeichnungen
- Ehrenprofessur[1]

## Werke
- Auf Tuch- und Borstenfühlung. Tagebuch des „Keilers h.c.“. Mit einem Geleitwort von Heinz Sielmann. Forstner, Oberviechtach 1998, ISBN 3-00-003614-8.